# Distretto del Jura-Nord vaudois
Il distretto del Jura-Nord vaudois è un distretto del Canton Vaud, in Svizzera. Il capoluogo è Yverdon-les-Bains.
È stato creato nel 2008 dai comuni dei precedenti distretti di Grandson, la Vallée, Orbe e di alcuni comuni del distretto di Yverdon.

## Comuni
| Comune                 |
| ---------------------- |
| Agiez                  |
| Arnex-sur-Orbe         |
| Ballaigues             |
| Baulmes                |
| Bavois                 |
| Belmont-sur-Yverdon    |
| Bioley-Magnoux         |
| Bofflens               |
| Bonvillars             |
| Bretonnières           |
| Bullet                 |
| Chamblon               |
| Champagne              |
| Champvent              |
| Chavannes-le-Chêne     |
| Chavornay              |
| Chêne-Pâquier          |
| Cheseaux-Noréaz        |
| Concise                |
| Corcelles-près-Concise |
| Cronay                 |
| Croy                   |
| Cuarny                 |
| Démoret                |
| Donneloye              |
| Ependes                |
| Fiez                   |
| Fontaines-sur-Grandson |
| Giez                   |
| Grandevent             |
| Grandson               |
| Juriens                |
| La Praz                |
| L'Abbaye               |
| L'Abergement           |
| Le Chenit              |
| Le Lieu                |
| Les Clées              |
| Lignerolle             |
| Mathod                 |
| Mauborget              |
| Molondin               |
| Montagny-près-Yverdon  |
| Montcherand            |
| Mutrux                 |
| Novalles               |
| Onnens                 |
| Orbe                   |
| Orges                  |
| Orzens                 |
| Pomy                   |
| Premier                |
| Provence               |
| Rances                 |
| Romainmôtier-Envy      |
| Rovray                 |
| Sainte-Croix           |
| Sergey                 |
| Suchy                  |
| Suscévaz               |
| Tévenon                |
| Treycovagnes           |
| Ursins                 |
| Valeyres-sous-Montagny |
| Valeyres-sous-Rances   |
| Valeyres-sous-Ursins   |
| Vallorbe               |
| Vaulion                |
| Villars-Epeney         |
| Vugelles-La Mothe      |
| Vuiteboeuf             |
| Yverdon-les-Bains      |
| Yvonand                |
| Totale : 73            |

## Fusioni
- 2008: Donneloye, Gossens, Mézery-près-Donneloye → Donneloye
- 2011: Fontanezier, Romairon, Vaugondry, Villars-Burquin → Tévenon
- 2011: Gressy, Yverdon-les-Bains → Yverdon-les-Bains
- 2012: Champvent, Essert-sous-Champvent, Villars-sous-Champvent → Champvent
- 2012: Donneloye, Prahins → Donneloye
- 2017: Chavornay, Corcelles-sur-Chavornay, Essert-Pittet → Chavornay